# HMS Duncan (D37)
HMS Duncan (D37) (с англ. — «Эскадренный миноносец Eё величества «Дункан», бортовой номер 37») — британский эскадренный миноносец типа 45, или класса Daring, Королевского военно-морского флота. Является шестым и последним из кораблей этого типа. Назван в честь Адама Дункана, 1-го виконта Дункана (1731—1804), одержавшего победу над голландским флотом в сражении при Кэмпердауне 11 октября 1797 года.

## Строительство и испытания

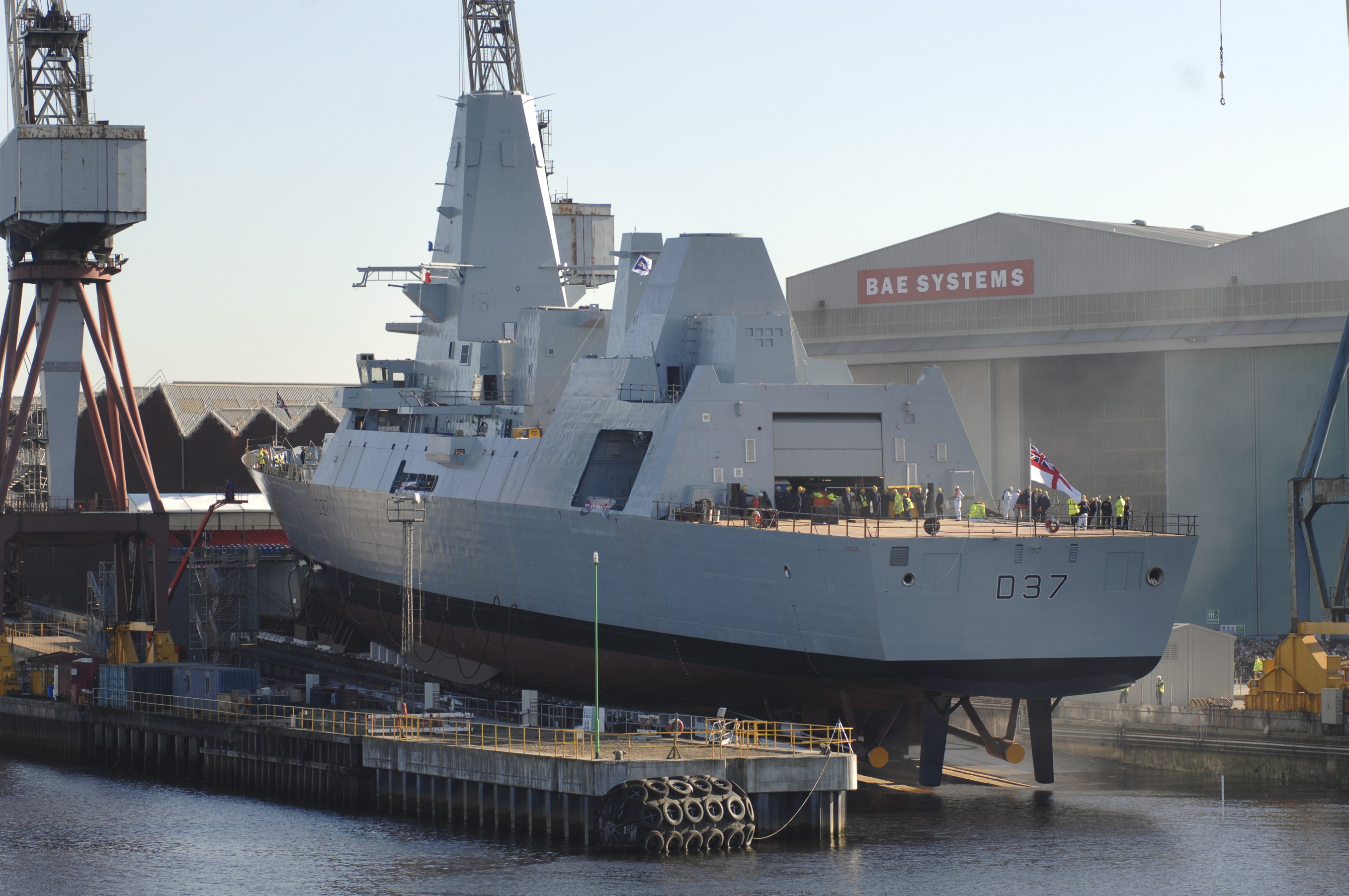
Спуск на воду. 2010 год.

Строительство «Дункана» началось на верфях BAE Systems Naval (в настоящее время BAE Systems Maritime — Naval Ships) в Говане и Скотстоне (Глазго) на Клайде в 2006 году. Корабль был спущен на воду в Говане 11 октября 2010 года в день 213-й годовщины сражения при Кэмпердауне. Ходовые испытания проходили с 31 августа 2012 года после выхода с верфи Скотстоун, Глазго. Введён в эксплуатацию 26 сентября 2013 года.

## История

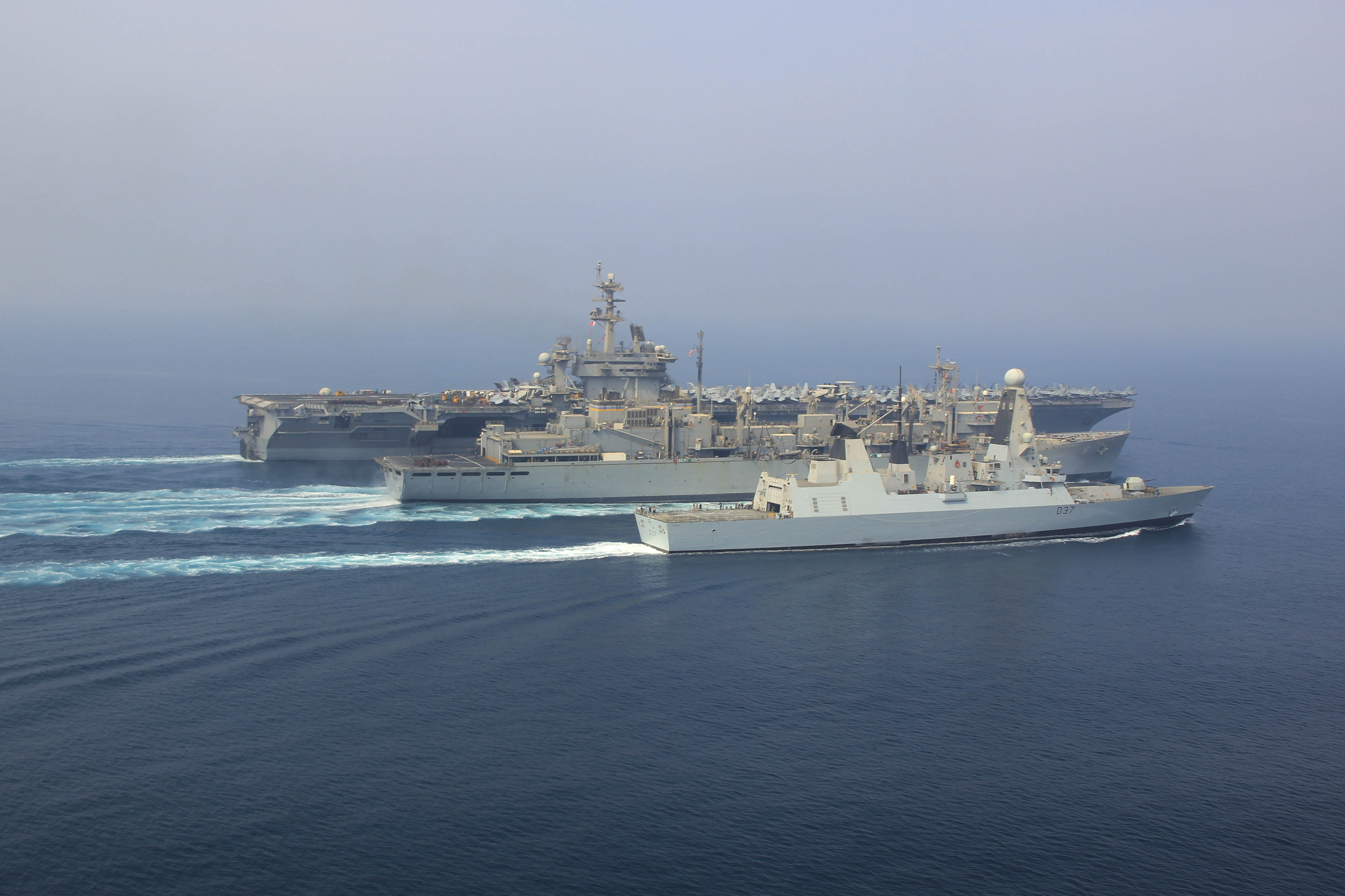
HMS Duncan, вспомогательный корабль USNS Arctic и авианосец USS Theodore Roosevelt. Операция против ИГИЛ. 2015 год.

«Дункан» стал шестым и последним эсминцем типа 45. Приступил к службе 30 декабря 2013 года.
В 2015 году «Дункан» был развернут на Средиземном море и Ближнем Востоке. 7 июля 2015 года он присоединился к 12-й авианосной ударной группе ВМС США, возглавлявшейся USS Abraham Lincoln, которая осуществляла удары по ИГИЛу.
В апреле 2016 года в составе группы кораблей Королевского флота вместе с ВМФ Франции участвовал в учениях «Грифоновый удар». В октябре 2016 года вместе с фрегатом HMS Richmond сопровождал группу судов российских ВМС, включая флагманский авианесущий крейсер «Адмирал Кузнецов», проходивших через Ла-Манш на пути в Сирию. В ноябре 2016 года во время плавания у берегов Англии после полного отказа двигателя был отбуксирован в Плимут для ремонта.
В июне-сентябре 2017 года был флагманом Постоянной морской группы 2 НАТО (SNMG2), действующей в Чёрном и Средиземном морях. В январе 2018 года посетил средиземноморские и черноморские порты, такие как Констанца, бухту Суда и Сплит, и вновь принял командование SNMG2 до июля 2018 года.
В ноябре-декабре 2018 года был показан снятый британским «5 каналом» телевизионный документальный фильм «Военный корабль: жизнь на море», в котором была запечатлена повседневная жизнь на борту судна во время его развертывания в НАТО, включая столкновения с российскими военными кораблями и самолётами. В программе экипаж корабля часто заявлял, что «Дункан» может обнаружить «объект размером с теннисный мяч, движущийся со скоростью, в 3 раза превышающей скорость звука, на расстоянии более 100 миль».
В июле 2019 года посетил Одессу. 12 июля 2019 года был направлен в Персидский залив для защиты грузовых судов и нефтяных танкеров, соединившись с фрегатом HMS Montrose.